# OTCBB
OTCBB là từ viết tắt của Over The Counter Bulletin Board; một thị trường chứng khoán chính của Hoa Kỳ.

## Các điều kiện để niêm yết
- Báo cáo tài chánh đầy đủ với Ủy ban Chứng khoán Hoa Kỳ
- Giá bán tối thiểu: không bắt buộc
- Quá trình hoạt động: không bắt buộc
- Số cổ đông: 40 (100 cổ phần người)
- Market maker nộp đơn 15c211 với NASDAQ